# Julianne
Cette page présente le prénom Julianne ainsi que ses variantes.
Julianne est un prénom féminin.

## Origine
Julianne est l'une des formes féminines de Julian, variante savante de Julien.

## Variantes
Il a pour variantes Juliana, Juliane, Julianna et Julienna notamment.

## Date de fête
Il est principalement fêté les 16 février et 5 avril avec les Julienne.

## Popularité du prénom
Au début de 2010, plus de 1 300 personnes étaient prénommées Julianne en France. C'est le 1 183e prénom le plus attribué au siècle dernier dans ce pays, et l'année où il a été attribué le plus est 2005, avec un nombre de 77 naissances. 	

## Personnes portant ce prénom
- Pour l'ensemble des articles sur les personnes portant ce prénom, consulter :
  - la liste des articles dont le titre commence par ce prénom
  - les listes produites par Wikidata : Liste des personnes de prénom « Julianne » — même liste en incluant les éventuels prénoms composés qui contiennent « Julianne ».